# Stefan Lambrechts
Stefan Lambrechts (Turnhout, 12 juli 1977) is een Belgisch schrijver.

## Biografie
Hij liep school op het Koninklijk Atheneum te Malle, waar hij geregeld zijn klasgenoten vermaakte met het voorlezen van zelfgeschreven, vaak humoristische kortverhalen. In 2000 trouwde hij en vestigde zich in Mechelen. In 2008 scheidde hij en verhuisde naar Antwerpen, waar hij samenwoont met zijn huidige vriendin. 
Na zijn studies ging hij aan de slag bij het financiële adviesbureau Spaar Select. Na het faillissement van deze makelaarsgroep, werd hij bankier in Mechelen. Einde 2007 belandde hij voor drie maanden in de gevangenis, nadat hij samen met zijn toenmalige echtgenote zou geknoeid hebben met klantenrekeningen. Daar schreef hij zijn debuutroman De schijnheilige maagd die Euro's vond. Deze roman, die in 2009 werd uitgegeven door Zookie, is een waargebeurd verhaal over hoe hij door zijn toenmalige Filipijnse vrouw in haar geboorteland financieel volledig werd uitgekleed. 
Een jaar later verscheen, in beperkte oplage, enkele kortverhalen gebundeld als De vrouw die haar nagels nog moest lakken. Thans werkt hij als freelancer (onder meer voor 't Scheldt), copywriter en is hij bezig aan een nieuwe, fictieve roman. Zijn schrijfstijl is eigenzinnig te noemen.